# معماری در جمهوری آذربایجان

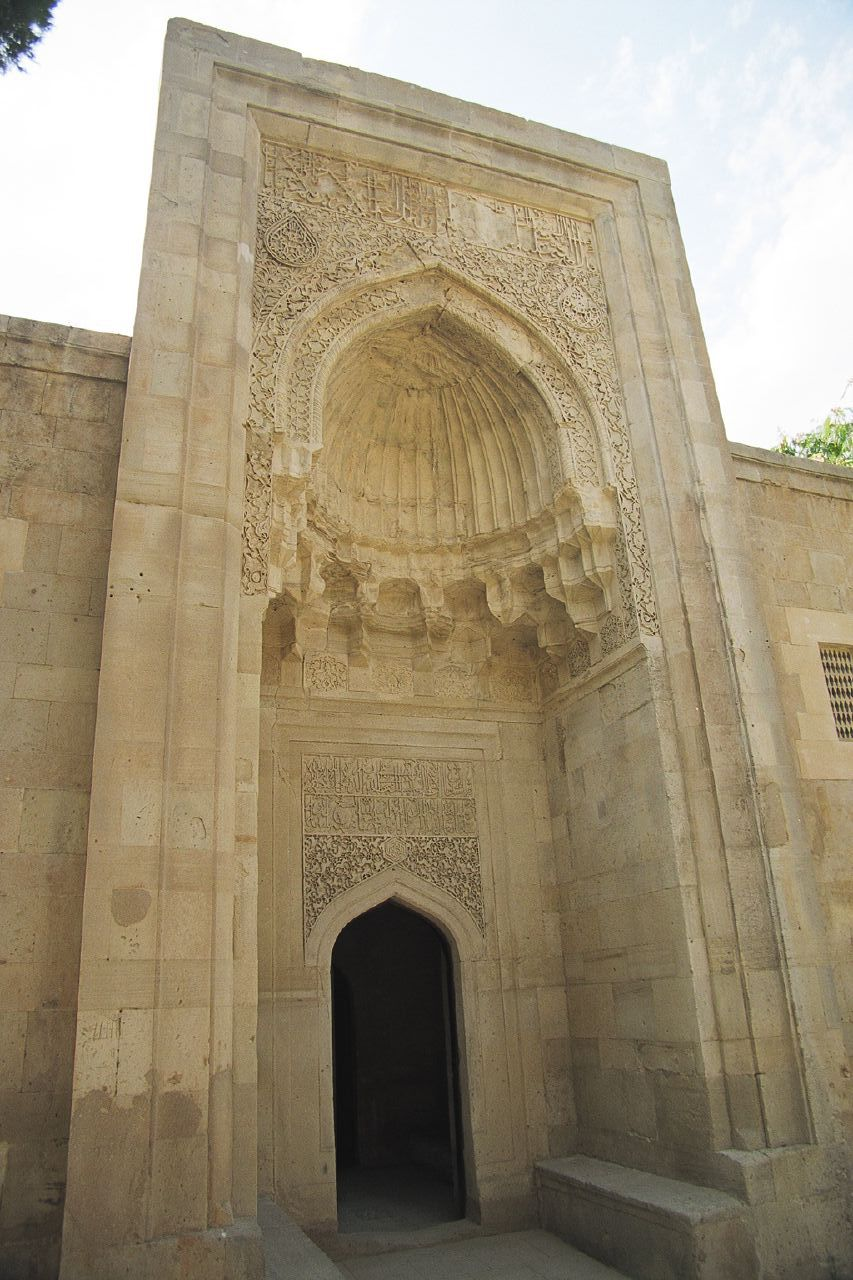
معماری در آذربایجان

معماری در آذربایجان (انگلیسی: Architecture of Azarbaijan) نوعی از معماری است که از تلفیق عناصر شرقی و غربی به وجود آمده. خیلی از آثار باستانی نظیر قلعه دختر (باکو) و کاخ شروان‌شاهان در باکو در آذربایجان مدرن باقی می‌ماند.

## معماری در باکو
معماری در پایتخت آذربایجان یا همان باکو که شهری تاریخی است سازه ها و معماری های زیبایی وجود دارد و در گوشه و کنار آن، آثار معماری به سبک‌های مختلف غربی و اسلامی و حتی آثار معماری مدرن دیده می‌شود.
آثار تاریخی و مدرن در فواصل کوتاهی از هم قرار دارند و این شهر، ترکیبی جالب از ساختمان‌های قدیمی و جدید است.